# 防疫给水部

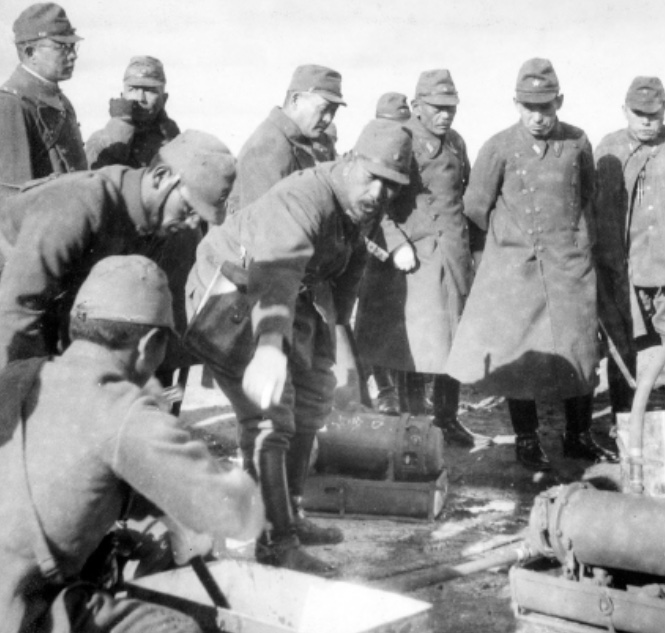
石井四郎與細菌戰部隊於諾門罕戰場投放濾水器

防疫给水部（日语：防疫給水部）是大日本帝国陆军从1936年至1945年期间的一个部门。因负责前线部队的疫情预防、清洁用水，以降低疫病发生率，因此被称为「防疫给水部」。但与此同时，这支部队也负责对敌军投放细菌武器，希望能通过散布疫病来降低敌方战力。这些部队由石井四郎建立和领导，故而也被称为石井机关（日语：石井機関）。石井机关的所有单位都进行了人体实验，但由731部队和1644部队系统地进行。

## 历史沿革
第一次世界大戰後，日本陸軍秘密開發化學武器，建立專門製造毒氣之工廠:134。1925年，世界各国缔结禁止使用生物和化学武器的《日內瓦議定書》。石井四郎认为，如果细菌武器具有如此大的威胁性和有效性，以至于必须在条约中予以禁止，那么就没有理由不发展它们。石井当时正在进行为期两年的海外旅行。他回国后曾向日本陆军省和总参谋部警告说“最强大的国家都在为细菌战做准备，如果日本不做好准备会遇到很大的困难”。1928年，石井四郎接受军方派遣，前往欧美进行细菌战考察。1930年回国后，他向陆军中央广泛宣传他的细菌战理论：:24-25
1. 指出海外西方列强都在积极研究细菌战，如果日本不做好准备，必将遭受挫败；
2. 强调日本缺乏充足的金属矿藏来制造传统武器，而细菌武器不需要大量金属资源且易于生产；
3. 阐述细菌武器的杀伤范围比传统的钢铁炮弹更为广泛，它可以重复传染并保持杀伤力，仅对敌人造成伤害而不破坏物质，从战略意义上来说是一种非常有价值的强大武器。

1932年，石井发明了军用野战防疫滤水器，能够将野外污水过滤成为安全饮用水。这一新型野战滤水器被称为“石井式滤水机”并被配备给全军。这一发明提高了石井向军方鼓吹细菌战的说服力。他甚至曾在参谋本部当众喝下经过滤水器过滤的尿液，以此来游说军方高层支持他的细菌战设想。1932年8月，军方终于同意了他的细菌战计划，随后建立的细菌战部队被称为“防疫给水部”。:24-25然而石井式滤水机并未发挥其应有作用：在1942年浙赣战役中，731部队以霍乱菌等病原体进行生化作战时，日军有约1700人死亡，约1万人入院治疗。
1932年8月，日本军方高层批准陆军军医学校成立了防疫研究室，从事细菌武器的研究开发。次年，陆军军医学校投入20万日元建造了一个1795平方米的钢筋水泥二层研究大楼，用作防疫研究室的活动场所。防疫研究室成立后，组织人员开始撰写有关细菌战研究的论文，并发表在《陆军军医学校防疫研究报告》上。直到1945年日本战败，该报告共刊发了约150篇绝密论文作为“第1部”，以及约947篇秘密论文作为“第2部”。这些论文构成了日本细菌战理论研究的重要内容，防疫研究室也成为了日本细菌战理论研究的主要机构和大本营。:22
石井四郎将细菌战研究分为“A（攻击）研究”和“B（防疫）研究”两类。他认为，B研究可以在日本本土的防疫研究室进行，但A研究必须在国外进行，以确保其保密性和获取充足的试验材料。:25-26因此于1933年秋，在满洲国成立东乡部队。1936年，部队扩张成为731部队，隶属于关东军。1932年，石井四郎（陸軍軍醫、醫學博士）開始在東京之陸軍軍醫學校中準備細菌戰，1936年，根據日本「軍令陸甲第7號」命令，在哈爾濱之平房正式建立名為「關東軍防疫給水部隊」之細菌部隊，石井四郎擔任部隊長:134
随着1937年后战线在中国各地的扩张，731部队的姐妹单位在中国主要城市建立起来。这些单位也被称为流行病预防和供水部门。例如，1855部队于1938年2月9日在北京成立，1644部队于1939年4月18日在南京成立，8604部队于1939年4月8日在广州成立。日本占领新加坡后，1942年3月26日在那里成立了一个类似的单位，即9420部队。这些附属单位构成了整个战争期间石井机关的范围。截至1939年底，该机关共有10,045名工作人员，其中4,898人被分配到东京和平房的核心单位。

## 体系设置
在日本的细菌战体系中，陆军省和参谋本部是细菌战部队军政和军令的最高领导和指挥机关。东京的陆军军医学校防疫研究室则是日本细菌战研究和策划的国内基地。海外有六大细菌战部队，这些部队隶属于各大方面军。另外，各大方面军的细菌战部队还分别建立了若干支部，总数约为50到60个。在1938年，日本的师团中有18个，即52%的日军师团，建立了防疫给水部。随后几乎所有的师团都配备了防疫给水部或防疫给水班，这使得师团能够独立进行小规模的细菌战。此外，日军还经常组建“临时野战防疫给水部队”，并配属给师团以上的大部队作战，作战完毕后即予解散。:25-26

## 组织架构
日本细菌战部队体系如下：
- 陆军军医学校防疫研究室，驻地日本东京新宿
- 关东军防疫给水部，通称号“满洲第691部队”，驻地哈尔滨
  - 关东军防疫给水部本部，通称号“满洲第731部队”，驻地哈尔滨平房
    - 下辖牡丹江643支队、林口162支队、海拉尔543支队、孙吴673支队、大连卫生研究所

  - 关东军军马防疫厂，通称号“满洲第100部隊”，驻地长春
    - 下辖大连支队、克山支队、佳木斯支队、牡丹江（拉古）支队
- 北支那方面军防疫给水部，通称号“甲字1855部队”，驻地北京神乐署
  - 下辖天津办事处、津沽办事处、石门（石家庄）分部、太原分部、运城办事处、济南分部、青岛办事处、张家口分部、包头办事处、郑州分部、开封办事处、新乡办事处、郾城办事处
- 中支那方面军防疫给水部，通称号“荣字1644部队”，又称“多摩部队”，驻地南京原南京陆军中央医院
  - 下辖上海支队、苏州支队、杭州支队、芜湖支队、安庆支队、金华支队、武昌支队、汉口支队、九江支队、岳阳支队、当阳支队、沙市支队、常州支队、南昌支队、宜昌支队
- 南支那方面军防疫给水部，通称号“波字8604部队”驻地广州中山大学医学院
  - 在广东、福建、香港、广西设有支部
- 南方军防疫给水部，通称号“冈字9420部队”，驻地新加坡英王爱德华七世医学院
  - 在马尼拉、雅加达、万隆、 仰光、曼谷等地设有支部

除了建立了专门的细菌特种部队外，在日军部队中还成立了69支配合731队进行细菌战的防疫部队。这些部队包括36个师团防疫给水部、13个野战防疫给水部、7个独立防疫给水部，还有独立混成第89旅团防疫给水部和台湾临时防疫部。这些防疫给水部队分布在中国大部分地区，以及韩国、马来西亚、新加坡、泰国等东亚到东南亚地区。它们的任务是在日军的作战中执行细菌战和防疫工作。